# Seyni Oumarou
Seyni Oumarou (Tillabéri, 9 agosto 1950) è un politico nigerino.
È stato Primo ministro del Niger dal giugno 2007 al settembre 2009.
Dal novembre 2009 al febbraio 2010 ha ricoperto il ruolo di Presidente dell'Assemblea nazionale.